# 上野裕一 (実業家)
上野 裕一（うえの ゆういち、1949年12月19日 - ）は、日本の実業家、雑誌編集者。

## 人物・経歴
福岡県に生まれる。1968年福岡県立修猷館高等学校を経て、九州大学経済学部経済学科を中退。
1974年全国加除法令出版に入社。九州支社長、雑誌編集長を歴任。
1984年3月トーホーに入社。1989年4月九州支店情報システム室長、1996年2月経営企画室長兼情報システム部長、1999年4月取締役経営企画室長兼情報システム部長、2003年4月取締役常務執行役員経営企画室長兼情報システム部長を経て、2007年4月代表取締役社長に就任。社長を務めた10年間には、選択と集中を通じて、連結売上高を2000億円台に押し上げ、業務用食品卸売りで大手の地位を固めた。2017年4月代表取締役会長となり、2021年4月退任。